# Delaplace (motorfiets)
Delaplace is een historisch merk van motorfietsen.
De bedrijfsnaam was Ets. Delaplace en het was gevestigd in Rouen.
Delaplace was een kleine Franse fabriek, die van 1951 tot 1953 lichte motorfietsen produceerde. Het bedrijf maakte hiervoor zelf eenvoudige frames, waarin 173- en 247 cc Ydral tweetakt inbouwmotoren gemonteerd werden.
Vooral in de jaren 50 van de 20e eeuw, toen er grote behoefte ontstond aan eenvoudige en goedkope vervoermiddelen, ontstonden veel van dergelijke kleine producenten, waarbij in Frankrijk de Ydral inbouwmotoren zeer populair waren. De onderlinge concurrentie, maar ook de opkomst van de kleine auto, de dwergauto en de scooter maakte de overlevingskansen voor deze kleine fabriekjes klein. Halverwege de jaren vijftig kwam daar de bromfiets nog bij.